# 조성진 (피아니스트)
- 조성진(趙成珍, 1994년 5월 28일 ~ )은 대한민국의 피아니스트이다. 제17회 쇼팽 국제 피아노 콩쿠르에서 한국인으로는 최초로 우승을 차지하였다.

## 학력
- 성남신기초등학교 졸업
- 예원학교 졸업
- 서울예술고등학교 재학중 유학
- 파리국립고등음악원 졸업

## 생애

### 입문
조성진은 1994년 5월 28일에 태어났다.   그는 다섯 살 때 피아노를, 일곱 살 때 바이올린을 시작했다. 하지만 바이올린은 서서 연습하는 게 싫어 피아노를 선택했다. "당시에는 취미로 피아노를 쳤기 때문에 하루에 30분 정도만 연습했다"고 말했다. 이후 "13살 때 예술중학교에 진학해 4~5시간 이내로만 연습하면서 피아노를 (질리지 않고) 더 많이 느낄 수 있는 계기가 됐다"며 "어떤 사람들은 하루 10시간씩 연습하기도 하는데 나로서는 상상할 수 없는 일"이라고 밝혔다. 과거 인터뷰에서의 겸손하고 절제된 답변도 매력 발산에 한몫 했다. 그는 2006년 ‘이화경향콩쿠르’ 초등부 우승 인터뷰에서 “영원한 1등도, 영원한 꼴찌도 없다고 배웠다. 겸손하게 피아노를 공부하겠다”라고 얘기했다.
"피아노 테크닉만 배우는 유학에는 관심이 전혀 없었기 때문에 가장 예술적인 도시를 찾다가 파리를 생각하게 됐어요. 저는 손가락으로만 하는 연주는 원하지 않아요. 역사 유적과 좋은 미술관, 연주회를 찾아 다니는 평범한 삶의 경험이 몸에 배어 세련된 연주의 성과로 나타나리라 기대하고 있어요."라는 말을 하는 등 신중하고 깊은 생각을 가지고 있다.

### 공연
2005년 금호영재콘서트에서 독주회를 열었으며, 2008년 모차르트홀 기획공연으로 모스크바 국제청소년 쇼팽 콩쿠르 우승을 기념하여 초청 독주회를 열었다. 2009년부터 매년 정명훈 예술감독·서울시향과 협연해 왔다.
지금까지 마린스키 극장 관현악단(지휘자 발레리 게르기예프), 라디오 프랑스, 체코, 서울(지휘자 정명훈), 뮌헨(지휘자 로린 마젤), 우랄 필하모닉 오케스트라(지휘자 드미트리 리스), 베를린 방송 교향악단(지휘자 마렉 야노프스키), 러시아 내셔널 오케스트라(지휘자 미하일 플레트네프), 바젤 심포니 오케스트라(지휘자 플레트네프)와 함께 공연하였다. 일본 및 독일, 프랑스, 러시아, 폴란드, 이스라엘, 중국, 미국을 여행하였다. 오사카, 도쿄 오페라, 모스크바 음악원 및 상트페테르부르크 마린스키 극장에도 출연하였다. 러시아 모스크바, 상트페테르부르크를 포함해 폴란드 크라쿠프 및 미국 뉴욕, 캐슬런뿐만 아니라 다수의 유럽 축제에도 참가하였다. 또한 실내 연주자로서 뛰어난 바이올리니스트 정경화와 협연한 바 있다.
쇼팽 국제 피아노 콩쿠르 입상자들과 2016년 말까지 유럽과 아시아 갈라쇼 및 독주회가 예정되어 있다.
2016년 2월 쇼팽 국제 피아노 콩쿠르 입상자들과 갈라쇼를 하기 위해 국내에 방문한 적이 있다.
2016년 7월 15일, 얀 파스칼 토르틀리에가 지휘하는 서울시향과 협연하였다. 2017년 1월, 쇼팽 콩쿠르 우승 후 첫 독주회를 서울에서 두 차례 가졌다.
2022년 러시아의 우크라이나 침공 당시 독일에 머무르던 조성진은 러시아 음악인 2명이 러시아의 크림반도 합병을 지지한 것으로 공연에서 배제되자 비행기를 타고 뉴욕 카네기홀에 가서 라흐마니노프 피아노 협주곡 2번을 연주했다.

## 수상
- 2015 제17회 쇼팽 국제 피아노 콩쿠르 1위
- 2015 제17회 쇼팽 국제 피아노 콩쿠르 폴로네이즈상
- 2014 제14회 아르투르 루빈스타인 국제 피아노 콩쿠르 3위[10]
- 2011 제6회 대원 음악상 신인상
- 2011 제14회 차이콥스키 국제 콩쿠르 피아노 부문 3위
- 2009 제7회 일본 하마마쓰 국제 피아노 콩쿠르 1위
- 2008 제6회 모스크바 국제 청소년 쇼팽 피아노 콩쿠르 심사위원상[10]
- 2008 제6회 모스크바 국제 청소년 쇼팽 피아노 콩쿠르 오케스트라 협연상[10]
- 2008 제6회 모스크바 국제 청소년 쇼팽 피아노 콩쿠르 1위[10]
- 2006 제55회 이화·경향 음악 콩쿠르 1등, 음악세계 콩쿨 전체 대상
- 2005 제54회 이화·경향 음악 콩쿠르 2등
- 2004 주니어 쇼팽콩쿨 3위, 음악춘추 콩쿨 1위, 중앙대학교 전국학생 피아노 콩쿨 1위[11]

### 2015 쇼팽 콩쿠르 기록
- 2015 쇼팽 국제 피아노 콩쿠르 (International Chopin Competition) 점수표

|         | DA  | MA  | TD  | AE  | PE  | NG  | AH  | AJ  | GO  | JO  | PP  | EP  | KP  | JR  | WS  | DY  | Y   |
| ------- | --- | --- | --- | --- | --- | --- | --- | --- | --- | --- | --- | --- | --- | --- | --- | --- | --- |
| 1 Round | 22  | 24  | 23  | 24  | 23  | 24  | 23  | 23  | 22  | 22  | 24  | 23  | 23  | 23  | 24  | 24  | 24  |
|         | yes | yes | yes | yes | yes | yes | yes | yes | yes | yes | yes | yes | yes | yes | yes | yes | yes |
| 2 Round | 22  | 24  | 23  | 22  | 14  | 24  | 18  | 23  | 22  | 24  | 24  | 23  | 24  | 23  | 25  | 25  | a   |
|         | yes | yes | yes | yes | no  | yes | yes | yes | yes | yes | yes | yes | yes | yes | yes | yes | yes |
| 3 Round | 23  | 25  | 23  | 24  | 18  | 25  | 24  | 23  | 23  | 24  | 24  | 24  | 21  | 23  | 23  | 25  | 24  |
|         | yes | yes | yes | yes | no  | yes | yes | yes | yes | yes | yes | yes | yes | yes | yes | yes | yes |
| Final   | 10  | 9   | 8   | 9   | 1   | 9   | 6   | 9   | 9   | 10  | 9   | 9   | 9   | 9   | 9   | 9   | 9   |

<참고>
DA : Dmitri Alexeev
MA : Martha Argerich
TD : Dang Thai Son
AE : Akiko Ebi
PE : Philippe Entremont
NG : Nelson Goerner
AH : Adam Harasiesicz
AJ : Andrzej Jasiński
GO : Garrik Ohlsson
JO : Janusz Olejniczak
PP : Piotr Paleczny
EP : Ewa Poblocka
KP : Katarzyna Popowa-Zydroń
JR : John Rink
WS : Wojciech Świtała
DY : Dina Yoffe
Y : Yundi Li

## 앨범
| 앨범                                    | 발매일           | 제작사           | 비고 |
| --------------------------------------- | ---------------- | ---------------- | --- |
| 2015 쇼팽 콩쿠르 실황 앨범              | 2015년 11월 6일  | DG               | 24 Preludes, Nocturne, Sonata, Polonaise 수록                                                                    |
| 2015 쇼팽 콩쿠르 우승 실황 앨범         | 2016년 2월 23일  | Chopin Institute | *Chopin etude, Fantasy, Ballade, Waltz, Mazurka, Piano Concerto 수록                                             |
| 《쇼팽: 피아노 협주곡 1번, 발라드》     | 2016년 11월 25일 | DG               | |
| 드뷔시: 영상, 어린이 차지 외            | 2017년 11월 17일 | DG               | Debussy: Images, Children's Corner, Suite Bergamasque, L'Isle Joyeuse 수록                                       |
| 모차르트: 피아노 협주곡 20번, 소나타    | 2018년 11월 16일 | DG               | Mozart: Piano Concerto K.466, Sonata K.281, 332 수록                                                             |
| 모차르트 론도 [디지털 싱글]             | 2019년 9월 27일  | DG               | Mozart : Rondo in A minor, K.511                                                                                 |
| <"The Wanderer"> 슈베르트 외            | 2020년 5월 8일   | DG               | Schubert: Fantasy in C major, op.15, D.760 "Wanderer", Berg: piano sonata, Liszt: Piano sonata in B Minor, S.178 |
| 모차르트 초연 미발표 작품 [디지털 싱글] | 2021년 1월 29일  | DG               | Mozart: Allegro in D major, K.626b/16                                                                            |

### 듣기
- F.Chopin Piano Concerto in E minor Op.11 (2015)
- F.Chopin Polonaise in A flat major Op. 53 (2015)
- F.Chopin Scherzo No.2 in B flat Minor, Op.31(2015)
- P.Tchaikovsky Piano Concerto No. 1 in B-flat minor, Op. 23 (2011)